# Шталберг, Эрнест Екабович
Эрнест Екабович Шталберг (Эрнест Яковлевич Штальберг, латыш. Ernests Štālbergs; 22 августа [3 сентября] 1883, Либава, Гробинский уезд, Курляндская губерния, Российская империя — 12 июня 1958, Рига, Латвийская ССР, СССР) — латвийский и советский архитектор, заслуженный деятель науки Латвийской ССР (1945), академик АН Латвийской ССР (1946), профессор. Ученик основателя российского и советского неоклассицизма И. А. Фомина.
Преподавал на архитектурном факультете Латвийского университета в Риге (с 1922 по 1950 год). Основные работы созданы, главным образом, в духе рационализма и так называемой модернизированной классики (впоследствии названной ар-деко).

## Биография
- В 1898 году закончил реальное училище в Либаве.
- С 1902 по 1904 год учился в Казанском художественном училище.
- Работал помощником архитектора К. Л. Мюфке (директора училища) при строительстве нового здания этого учебного заведения[4]. Проектировал кованую решётку лестницы[5].
- Известны воспоминания о встрече в Риге Эрнеста Шталберга с Еленой и Николаем Рерихами летом 1903 года[6].
- С 1911 по 1914 годы — ученик мастерской академика Л. Н. Бенуа в Высшем художественном училище при Императорской Академии художеств.
- В годы обучения сотрудничал со своими преподавателями, молодыми архитекторами-академиками — В. А. Щуко и И. А. Фоминым, которые привлекали наиболее талантливых студентов для работы над своими проектами[7][8].
- Э. Е. Шталберг в 1914 году получил звание художника-архитектора за проект «здания Государственного совета» (28.5.1914)[9].
- С января 1918 года Э. Е. Шталберг входил в руководство Отдела изобразительных искусств (ИЗО) Наркомпроса РСФСР[10].
- Вместе с В. Маяковским, О. Бриком и Н. Пуниным входил в редакционный совет газеты «Искусство коммуны» (октябрь 1918 года)[11].
- Ректор ВХУТЕМАС—ВХУТЕИН (бывш. Академия Художеств) в Петрограде с 1917 года и руководитель архитектурной мастерской (1919—1922)[12].
- В 1922 году переехал из Петрограда в Ригу (Латвия)[13].
- После Эйжена Лаубе и Августа Рейстера стал третьим председателем созданного в 1924 году «Товарищества архитекторов Латвии» (с 1928 по 1929 год).
- Спроектировал Триумфальную арку Победы и павшим солдатам в Риге. 1925 год.
- Построил театральный дом в Ропажи c 1923 по 1926 год.
- Спроектировал большое количество особняков в Межапарке с 1922 по 1940 год.
- В 1938 году вошёл в Объединение творческих работников Латвии «Садарбс».
- С 1922 по 1950 год преподавал на архитектурном факультете Латвийского университета в Риге, с 1945 года — профессор[14].
- Директор Института строительства и архитектуры АН Латвийской ССР, 1946—1951.
- Заслуженный деятель науки Латвийской ССР (1945).
- С организацией АН Латвийской ССР в 1946 году был избран действительным членом Академии (первый состав).
- Председатель правления Союза архитекторов Латвийской ССР (с 1945 по 1951).

## Преподавательская работа
В независимой Латвии Э. Е. Шталберг стал доцентом архитектурного факультета Латвийского университета, где руководил мастерской «С». Он, как и Роман Сута, был одним из лидеров современного искусства Латвии и приверженцем архитектурного функционализма. Его мастерская «С» конкурировала с двумя другими. Одной руководил профессор Эйжен Лаубе, приверженец особого латышского пути в архитектуре, базирующегося на классическом наследии, другой — Пауль Кундзиньш (Pauls Kundziņš 1888 — 1983), исследователь народного строительного ремесла.
До войны латышским проектировщикам были незнакомы современные архитектурные веяния. Эмигрировавший в США Артурс Дамрозе признавался, что в годы учёбы (с 1931 года) не слышал про Ле Корбюзье или Bauhaus ни слова. «Латвийское архитектурное сообщество, в своё время, не только упустило борьбу за новую архитектуру, но даже не поддерживало её». В стиле функционализма в Риге работало в основном немецкое бюро «Karr & Bätge». Новаторские идеи Bauhaus не получили распространения из-за узости рынка, особенно в строительстве нового жилья, и дефицита новых материалов.
Когда осенью 1944 года часть сотрудников и студентов архитектурного факультета ЛУ выехали в Германию с отступающими гитлеровскими войсками, Э. Е. Шталберг остался на родине. В 1945 году было создано Латвийское отделение Союза архитекторов СССР, в котором из 69 довоенных архитекторов было зарегистрировано 16 человек, в том числе и Шталберг, который возглавил это подразделение. Одновременно он стал профессором Латвийского государственного университета и возглавил одну из архитектурных мастерских соответствующего факультета, второй мастерской руководил бывший ассистент Лаубе — художник-архитектор Сергей Николаевич Антонов.

### Ученики
Среди учеников профессора Э. Е. Шталберга по ВХУТЕИН (бывш. Академии художеств в Петрограде) — известный архитектор-конструктивист О. Л. Лялин и основоположник ленинградского дизайна И. А. Вакс; по Латвийскому университету — архитектор Артур Галиндом (создавший Военный музей Латвии и Galerija Centrs); архитекторы Советской Латвии — Артур Рейнфельд (автор санатория в Яункемери) и Марта Станя (архитектор театра Дайлес на улице Бривибас в Риге).

## Критика
В современной Латвии стали забывать роль архитектора Э.Е. Шталберга. Пример — это высказывания теоретика архитектуры Яниса Крастыньша. В своём труде, научном издании «Архитектура Советской Латвии», опубликованном в 1987 году и переизданном на латышском в 1998 году, написано об оригинальной композиции и художественной ценности памятника Свободы, который спроектировал архитектор Э. Е. Шталберг и его роли в формировании современного центра Риги.
В марте 2012 года тот же Янис Крастыньш в рижской газете, рассуждая о Шталберге, даже не упоминает ни сам памятник Свободы, ни оригинальный секционный жилой дом 1930 года на улице Ломоносова в Риге, ни хорошо известный мемориал «Судрабкалныньш» 1937 года:
…Все помнят Эрнеста Шталберга. Высшие титулы, величайший авторитет. Я пытаюсь понять, что он за собой оставил… Не знаю ни одной его публикации. Тем не менее, архитекторы старшего поколения вспоминают о нем с высочайшим уважением. Он легенда. И есть обстоятельства, которые возвысили этого человека до легенды.Янис Крастыньш
Имя архитектора Э. Е. Шталберга, признанного в советской Латвии, вычёркивают из книг последних лет. Так, в специальном издании 2015 года, посвящённом памятнику Свободы, автор текста Э. Упманис вообще не упоминает архитектора сооружения, приписывая его авторство лишь скульптору Карлису Зале.

## Основные работы
- Участвовал в проектировании Русского павильона на Всемирной выставке в Риме (Италия), под руководством академика В. А. Щуко, 1911 год[23][24].
- Доходный дом акционерного общества «Новый Петербург». Санкт-Петербург, переулок Каховского, дом 2. Архитекторы: И. А. Фомин и Э. Е. Шталберг. 1914 год. Стиль: неоклассицизм[8].
- Праздничное оформление Петроградских мостов к годовщине Великой Октябрьской революции (октябрь 1918 года).
- Корпус купальни санатория. Юрмала, Кемери, ул. Дарзиня, 15, (1924)[25].
- В 1927 году создал проект «Народного дома» (улица Бруниниеку, дом № 29/31, на углу с улицей Тербатас). Проект был частично реализован в 1930 году[26].
- Секционный жилой дом в Риге (улица Ломоносова, 12), 1930 год. Барельефы в кладке «Хозяйка дома» и «Глава семьи» — скульптор Карлис Земдега.
- Актовый зал Латвийского университета (1929 — 1936).
- Памятник Свободы (Рига) (1931 — 1935, скульптор К. Зале)[27].
- Мемориальный комплекс «Судрабкалныньш» — памятник стрелкам 6-го Рижского полка, защищавшим город от наступления армии генерала Бермондта в 1919 году (1937, скульптор Карлис Зале).
- Детский туберкулёзный санаторий в районе города Цесиса (1936 — 1938).
- Архитектурно-композиционное решение памятника В. И. Ленину в Риге (1947 — 1950 годы), скульпторы В. Я. Боголюбов и В. И. Ингал (Ленинград).

## Галерея основных произведений
- Павильон санатория в Кемери. 1924
- Мемориал «Судрабкалныньш». 1937
- Жилой дом на ул. Ломоносова. 1930
- Рига. Актовый зал 
 Латв. ГУ. 1929—1936
- Памятник Свободы в Риге. скульптор К. Ф. Зале. 1935
- Памятник 
В. И. Ленину. 1950